# 香特尔·阿克曼
香妲·艾克曼（1950年6月6日—2015年10月5日），比利時電影導演與藝術家。她的作品對於女性主義電影與前衛電影有極大的影響，至少有一位学者称她是“我们这个时代最重要的导演之一”。

## 家庭與早年
香妲·艾克曼出生於布魯塞爾，母親為自奥斯维辛集中營生還的波蘭猶太人，但外祖父母皆死於集中營；她與母親關係緊密，從小就被鼓勵追求自己的理想，而非在年輕時結婚。她於18歲時進入比利時的一間電影學校INSAS（比利时国家高等艺术与传播技术学院）就讀。她在第一个学期辍学，拍摄了短片《Saute ma ville》，通过在安特卫普证券交易所买卖钻石股票来资助该片。

## 電影生涯

### 早期作品
15岁时，阿克曼观看了尚盧·高達的《狂人皮埃罗》，激发了她成为一名导演的想法。阿克曼的第一部短片《Saute ma ville》于1971年在奥伯豪森国际短片节上首映。这一年，她搬到了纽约，在那里一直待到1972年。她认为那段时间是一种成长的经历，接触到安迪·沃霍尔、乔纳斯·梅卡斯和迈克尔·斯诺的作品，后者的电影《中部地区》使她认为“时间是电影中最重要的东西”。也是在这一时期，她开始了与摄影师巴貝特·曼戈爾特的长期合作。
她的第一部长片，纪录片《蒙特利旅馆》，以及短片《房间1》和《房间2》，都使用了长镜头和结构主义技术，这将成为她风格的标志。

### 中后期生涯
阿克曼随后回到比利时，并于1974年因其第一部剧情长片《我你他她》而获得评论界的认可，该片因其对女性性行为的描述而引人注目，这一主题将再次出现在她的几部电影中。女权主义者和同性恋电影学者B. Ruby Rich认为，《我你他她》可以被视为“女性性行为的电影罗塞塔石碑”。
艾克曼1975年長達201分鐘的長片《珍妮德爾曼》被視為最重要的女性主義電影之一，其採用真實時間來呈現一位中產階級的單親母親日常的家務處理和性工作。影片上映后，《世界报》称《珍妮德爾曼》是“电影史上第一部关于女性的杰作”。2022年12月，《视与听》杂志根据评论家的投票，将本片评为“有史以来最伟大的100部电影”榜首，成为继《單車失竊記》、《公民凯恩》、《迷魂记》之后第四部获得此称号的电影。本片因此成為第一部躋身榜單榜首的女性導演電影，並與《军中禁恋》一起成為首批進入前十名的兩部此類電影之一。
阿克曼后来的电影尝试了不同的类型和节奏，包括喜剧《黄金八十年代》（1986年）和几部纪录片。1989年，她執導的《美國故事》獲選為第39屆柏林影展正式競賽片；1991年，《日日夜夜》獲選為第48屆威尼斯影展正式競賽片。她自己本人也擔任第41屆柏林影展評審團成員。2011年，她成为了纽约市立学院媒体艺术制作硕士课程的全职教师，成为杰出的讲师和第一位迈克尔和艾琳-罗斯电影/视频和犹太研究的客座教授。她的最后一部电影《非家庭电影》于2015年上映。阿克曼还曾是欧洲高等学院的电影教授。

## 死亡

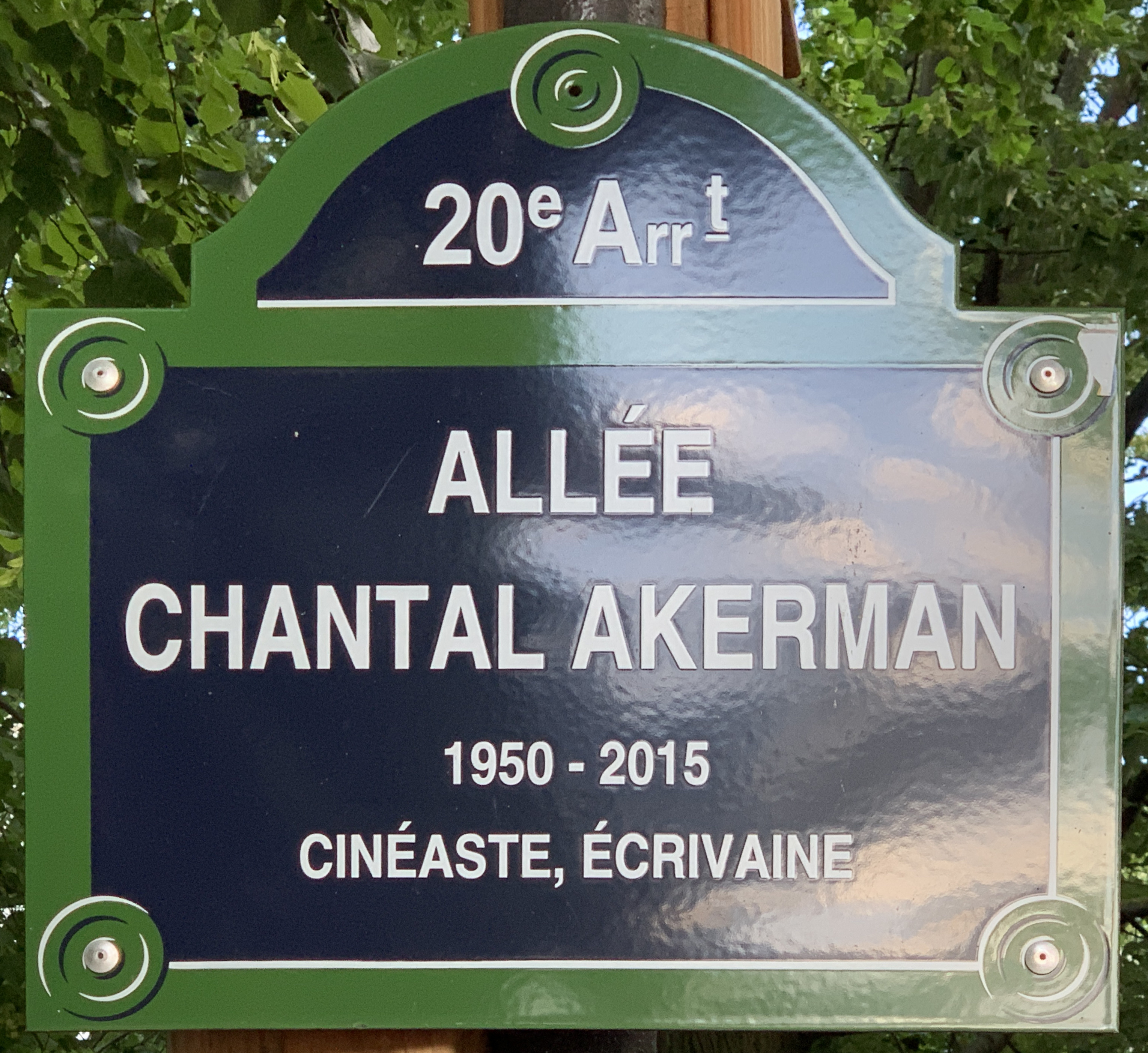
位于巴黎的阿克曼大街的牌匾

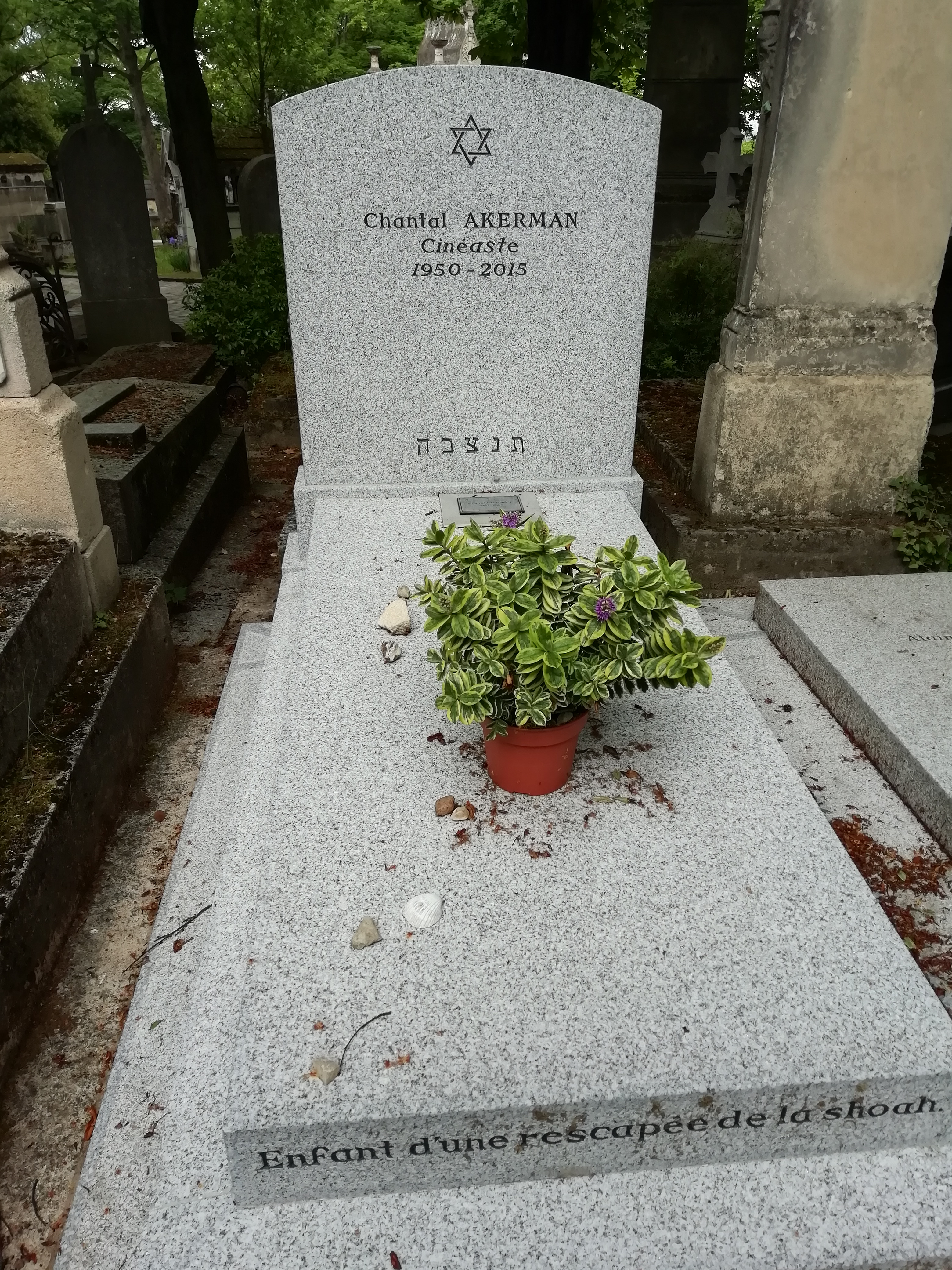
香特尔·阿克曼在Père-Lachaise公墓的坟墓。

艾克曼於2015年10月5日在巴黎自殺身亡，時年65歲；在此之前她才因憂鬱症住院，返回巴黎住所十天後便自殺。她的最后一部电影是纪录片《非家庭电影》，是她母亲去世前不久与母亲的一系列对话；对于这部电影，她说：“我想如果我知道我要做这个，我就不敢做了。”

## 電影作品

### 劇情長片
- 1974年：《我你他她》（Je, tu, il, elle）
- 1975年：《珍妮德爾曼》（Jeanne Dielman, 23, quai du commerce, 1080 Bruxelles）
- 1978年：《安娜的旅程》（Les Rendez-vous d'Anna）
- 1982年：《夜》（Toute une nuit）
- 1986年：
  - 《金色80年代》（Golden Eighties）
  - 《家書》（Letters Home）
- 1989年：《美國故事》（Histoires d'Amérique）
- 1991年：《日日夜夜（法语：Nuit et Jour (film, 1991)）》（Nuit et jour）
- 2000年：《愛的俘虜》（La Captive）
- 2004年：《明天搬家》（Demain on déménage）
- 2011年：《奧邁耶的癡夢（法语：La Folie Almayer (film)）》（La Folie Almayer）

### 紀錄片
- 1972年：《蒙特利旅館（法语：Hôtel Monterey）》（Hotel Monterey）
- 1976年：《家乡的消息》（News from Home）
- 1983年：《80年代》（Les Années 80）
- 1993年：《東方》（D'Est）
- 1997年：《香妲自述》（Chantal Akerman par Chantal Akerman）
- 1999年：《南方（法语：Sud (film, 1999)）》（Sud）
- 2002年：《來自他方（法语：De l'autre côté (film, 2002)）》（De l'autre côté）
- 2006年：《那裡（法语：Là-bas (film)）》（Là-bas）
- 2015年：《非家庭電影》（No Home Movie）

### 短片
- 1968年：《轟掉我的家鄉》（Saute ma ville）
- 1972年：《房間（法语：La Chambre (film)）》（La Chambre）
- 1973年：《8月15日》（Le 15/8）
- 1984年：《我冷我餓（法语：Paris vu par... 20 ans après）》（J'ai faim, j'ai froid）

## 奖项
芝加哥影展
1976年：《安娜的旅程》获最佳影片（铜雨果奖）
卡罗维发利国际电影节
1996年：《沙发上的心理医生》获普世教会评委会奖--特别奖
纽伦堡国际人权电影奖
2001年：《南方》特别奖
卢米埃尔奖
2005年：《明天搬家》获最佳法语电影奖
茂瑙电影奖
2014年

## 延伸阅读
- Gatti, Ilaria  Chantal Akerman. Uno schermo nel deserto Roma, Fefè Editore, 2019.
- Sultan, Terrie (ed.) Chantal Akerman: Moving through Time and Space. Houston, Tex.: Blaffer Gallery, the Art Museum of the University of Houston ; New York, N.Y.: Distributed by D.A.P./Distributed Art Publishers, 2008.
- Fabienne Liptay, Margrit Tröhler (ed.): Chantal Akerman. Munich: edition text + kritik, 2017.
- White, Jerry. . Jean Petrolle & Virginia Wright Wexman  (编). . Urbana: University of Illinois. 2005. ISBN 0252030060.
- Smith, Dinitia. . The New York Times. 26 April 1998.
- Searle, Adrian. . The Guardian (London). 15 July 2008  [14 May 2015]. （原始内容存档于2022-12-05）. （页面存档备份，存于）
- Gandert, Sean. . Paste. 28 August 2009  [14 May 2015]. （原始内容存档于2019-12-30）. （页面存档备份，存于）
- Schenker, Andrew. . Slant Magazine. 15 January 2010  [23 August 2010]. （原始内容存档于2012-10-08）. （页面存档备份，存于）
- McGill, Hannah. . The Sunday Herald (Washington, D.C.). 4 November 2012  [14 May 2015]. （原始内容存档于9 April 2016） –HighBeam Research. （页面存档备份，存于）
- Holly Rogers and Jeremy Barham (ed.): The Music and Sound of Experimental Film. New York: Oxford University Press, 2017.
- Marente Bloemheuvel and Jaap Guldemond (ed.): Chantal Akerman: Passages. Amsterdam: Eye Filmmuseum, 2020.

## 外部連結
- 香特尔·阿克曼在互联网电影资料库（IMDb）上的資料（英文）